# バクトプレノール
バクトプレノール(bactoprenol)は、乳酸菌が産生する液体である。
NAMおよびNAGが結合したバクトプレノールリン酸輸送体は、細胞膜を通してペプチドグリカンを合成する。バシトラシンはバクトプレノール二リン酸の細胞質側（inner leaflet）へのリサイクルを阻害する。